# الدوري اليمني 1990–91
دوري الدرجة الأولى اليمني لكرة القدم 1990–91 هي النسخة الأولى من أعلى مستوى بطولات دوري كرة القدم في اليمن بعد الوحدة بين اليمن الشمالي واليمن الجنوبي. تقرر أن يتم توزيع الفرق إلى أربع درجات وهي: الممتازة، الأولى، الثانية، والثالثة. شارك 16 فريق من الشمال و16 فريق من الجنوب في أول بطولة دوري درجة ممتازة موسم 1990-1991.
حقق التلال أول بطولة دوري بعد الوحدة ونتيجة لذلك تأهل التلال للمشاركة في بطولة كأس الأمم الآسيوية للأندية 1991-1992.